# هوم یشت (یشت‌ها)
هوم یَشت نام بیستمین یشت از یشت‌های اوستا می‌باشد که تنها دو بند دارد و برداشتی است از هوم یشتِ یسنا که در هات‌های (فصل‌های) ۹، ۱۰ و ۱۱ یسنا جای دارد.

## متن هوم یشت در اوستا
هوم زرین بُرزمند را می‌ستاییم.
هوم، نوشیدنی گیتی‌افزای را می‌ستاییم.
هوم دوردارندۀ مرگ را می‌ستاییم.
ای هَوم زرین!
سرخوشی تو را بدین جا فرو خوانم. دلیری، درمان، افزایش، بالندگی، نیرومندی ِ تن و هرگونه فرزانگی را بدین جا فروخوانم.
ترا  بدین جا فروخوانم تا چونان شهریاری کامروا، درهم شکنندۀ ستیزه و شکست‌دهندۀ دروج به میان آفریدگان درآیم.
ترا بدین جا فرو خوانم تا ستیزۀ همه بدخواهان را درهم شکنم: چه دیوان و مردمان دُروَند، چه جادوان و پریان، چه ستمکاران و کَوی‌ها و کَرَپ‌ها، چه تباهکاران و ا َشموغان ِ دوپا و گرگان چارپا، چه سپاه گستردۀ دشمن را که به فریب تاخت آورد.
هوم زرین بُرزمند را می‌ستاییم.
هوم، نوشیدنی گیتی افزای را می‌ستاییم.
هوم دوردارندۀ مرگ را می‌ستاییم.
همه هوم‌ها را می‌ستاییم.
اینک پاداش و فَرَوَشی زرتشت سپیتمان اَشَوَن را می‌ستاییم.
یــِنگهـِه هاتـَم ...
یَثــَه اَهووَیریو ...
هوم افزاینده اَشَه را درود می‌فرستم.
اَشـِم وُهو ...
اَهمایی رَئشچَه ..